# Buenavista (Boyacá)
Pour les articles homonymes, voir Buenavista.
Buenavista est une municipalité située dans le département de Boyacá, en Colombie.